# Consilier Construct
Consilier Construct este una dintre cele mai importante companii românești de proiectare în infrastructură.
Principalii concurenți locali ai companiei sunt Search Corporation și IPTANA.
Număr de angajați în 2008: 250
Cifra de afaceri:
- 2007: 9 milioane euro[1]
- 2006: 5,2 milioane euro[1]